# Provincia di Camiguin
Camiguin è una provincia delle Filippine nella regione del Mindanao Settentrionale. Si tratta della seconda più piccola provincia delle Filippine sia per estensione che per popolazione ed è formata dalla sola isola omonima, situata nel Mare di Bohol, detto anche Mare di Mindanao. 
Il capoluogo provinciale è Mambajao.

## Geografia antropica

### Suddivisioni amministrative
La provincia di Camiguin è divisa in 5 municipalità.

#### Municipalità
- Catarman
- Guinsiliban
- Mahinog
- Mambajao
- Sagay